# Alebion carchariae
Az Alebion carchariae a Hexanauplia osztályának Siphonostomatoida rendjébe, ezen belül a vízitetvek (Caligidae) családjába tartozó faj.
Az Alebion ráknem típusfaja.

## Tudnivalók
Az Alebion carchariae előfordulási területe az Atlanti-óceánban van, Új-Skóciától Dél-Amerikáig.
Mint sok más rokona, az Alebion carchariae is élősködő életmódot folytat. A gazdaállatai a következők: fehérfoltú szirticápa (Carcharhinus albimarginatus), fonócápa (Carcharhinus brevipinna), selyemcápa (Carcharhinus falciformis), bikacápa (Carcharhinus leucas), sötétcápa (Carcharhinus obscurus), homokpadi cápa (Carcharhinus plumbeus), homoki tigriscápa (Carcharias taurus), fehér cápa (Carcharodon carcharias), tigriscápa (Galeocerdo cuvier), röviduszonyú makócápa (Isurus oxyrinchus), kékcápa (Prionace glauca), nagy pörölycápa (Sphyrna mokarran), csipkés pörölycápa (Sphyrna lewini), vaksi pörölycápa (Sphyrna tudes), közönséges pörölycápa (Sphyrna zygaena), valamint a Coryphaena equiselis nevű aranymakrahal.